# Serrognathus consentaneus
Serrognathus consentaneus es una especie de coleóptero de la familia Lucanidae. La especie fue descrita científicamente por Gustav Fridolin Albers en 1886.

## Subespecies
- Serrognathus consentaneus akahorii (Tsukawaki, 1998)

= Dorcus akahorii Tsukawaki, 1998
- Serrognathus consentaneus consentaneus Albers, 1886

= Serrognathus consentaneus fasolt Nomura, 1962
= Dorcus consentaneus laevidorsis Fairmaire, 1888

## Distribución geográfica
Habita en China, Corea y Japón.